# Draft 2014 de la NBA
2013 2015
La draft 2014 de la NBA est la 68e draft annuelle de la National Basketball Association (NBA), se déroulant en amont de la saison 2014-2015. Elle a lieu le jeudi 26 juin 2014 au Barclays Center de Brooklyn. Elle est transmise sur la chaîne de ESPN à 19 heures (heure locale).
La draft de la NBA est un événement annuel où les joueurs des universités ayant au moins 19 ans le jour de la draft et ayant quitté le lycée depuis au minimum 1 an sont choisis pour jouer dans une équipe professionnelle de la National Basketball Association (NBA). Les joueurs étrangers de plus de 19 ans sont eux aussi éligibles.
La loterie pour désigner la franchise qui choisit en première un joueur, consiste en une loterie pondérée : parmi les équipes non qualifiées en playoffs, les chances de remporter le premier choix sont de 25% pour la plus mauvaise équipe, et de 0,5% pour la « moins mauvaise », où chaque équipe se voit confier aléatoirement 250 à 5 combinaisons différentes.
En amont de la saison, la franchise des Hornets de Charlotte fait son retour, après avoir été considérée sous le nom de Bobcats de Charlotte.
Contrairement à la draft 2013, plutôt décevante, cette draft est considérée comme l'une des plus prometteuse, on dit quelle pourrait ressembler à la draft 1984 (Michael Jordan, Hakeem Olajuwon, Charles Barkley…) voire plus récemment celle de 2003 (LeBron James, Carmelo Anthony, Dwyane Wade…). Avec notamment des joueurs déjà performants tels Andrew Wiggins, Jabari Parker, Julius Randle, Aaron Gordon, Dante Exum, Marcus Smart, Clint Capela, Joel Embiid ou Nikola Jokić. Wiggins était, avant sa saison universitaire, considéré comme le favori pour être choisi à la première place. Cependant, avec les éliminations prématurées des équipes d'Andrew Wiggins et de Jabari Parker lors du tournoi NCAA, certains pensent que la draft 2014 ne sera pas aussi bonne que prévu comme c'est le cas du manager général des Celtics de Boston, Danny Ainge.
Andrew Wiggins est sélectionné en premier choix par les Cavaliers de Cleveland, qui sélectionnent pour la troisième fois en quatre éditions, le premier choix. Il remporte également le titre de NBA Rookie of the Year à l'issue de la saison.
Nikola Jokić, sélectionné en 41e position, a remporté le titre de NBA Most Valuable Player en 2021, 2022 et 2024 devenant ainsi le joueur sélectionné le plus bas au cours d'une draft, à remporter cette distinction.

## Règles d'éligibilité
La draft est menée en vertu des règles d'admissibilité établies dans la nouvelle convention collective de 2011, désignée sous le terme de Collective Bargaining Agreement ou CBA. Cette convention est signée entre la ligue et le syndicat des joueurs. Le CBA qui a mis fin au lock-out de 2011 n'a institué aucun changement immédiat à la draft, mais a appelé à un comité de propriétaires et de joueurs pour discuter des changements à venir. À partir de 2012, les règles d'admissibilité de base pour la draft sont listés ci-dessous :
- Tous les joueurs repêchés (draftés) doivent avoir au moins 19 ans au cours de l'année civile de la draft. En termes de dates, les joueurs admissibles au repêchage de 2013 doivent être nés avant le 31 décembre 1994[9].
- Tout joueur qui n'est pas un « joueur international », tel que défini par le CBA, doit être retiré au moins un an de sa classe de lycée[9]. Le CBA définit les « joueurs internationaux » comme des joueurs qui ont résidé de manière permanente en dehors des États-Unis pendant trois ans avant la draft, qui n'ont pas terminé l'école secondaire aux États-Unis, et n'ont jamais été inscrits dans une université américaine[9].

L'exigence de base pour l'admissibilité automatique pour un joueur américain est l'achèvement de son admissibilité universitaire.  Les joueurs qui répondent à la définition du CBA des « joueurs internationaux » sont automatiquement admissibles si leur 22e anniversaire tombe pendant l'année civile de la draft (c'est-à-dire nés avant le 31 décembre 1992). Les joueurs américains qui ont arrêté au moins un an leurs études secondaires et qui ont joué au basket-ball dans les ligues mineures avec une équipe en dehors de la NBA sont également automatiquement admissibles.
Un joueur qui n'est pas automatiquement admissible doit déclarer son éligibilité pour la draft en informant les bureaux NBA par écrit au plus tard 60 jours avant la draft. Pour la draft de 2014, cette date est tombée le 26 avril. Selon les règles de la NCAA, les joueurs ont seulement jusqu'en avril pour se retirer de la draft et de maintenir leur admissibilité universitaire.
Un joueur qui a embauché un agent perd son admissibilité pour les années universitaires restantes. En outre, le CBA permet à un joueur de se retirer de la draft à deux reprises.

## Candidats

### Underclassmen
Les 42 joueurs suivants sont inscrits à la draft,. Tous les joueurs sont Américains sauf indication contraire. Les étudiants sont classés selon leurs années d'études.
| Freshman : 1re année | Sophomore : 2e année | Junior : 3e année |

| - Jordan Adams – SF, Bruins de l'UCLA (sophomore) - William Alston – SF, Baltimore County Dundalk (sophomore) - Kyle Anderson – SF, Bruins d'UCLA (sophomore) - Isaiah Austin – C, Bears de Baylor (sophomore) - Chane Behanan – PF, Rams de Colorado State (junior) - Sim Bhullar – C, Aggies de New Mexico State (sophomore) - Khem Birch – PF, Rebels d'UNLV (junior) - Jabari Brown – SG, Tigers du Missouri (junior) - Jahii Carson – PG, Sun Devils d'Arizona State (sophomore) - Semaj Christon – PG, Musketeers de Xavier (sophomore) - Jordan Clarkson – G, Tigers du Missouri (junior) - DeAndre Daniels – SF, Huskies du Connecticut (junior) - Spencer Dinwiddie – PG, Buffaloes du Colorado (junior) - Joel Embiid – C, Jayhawks du Kansas (freshman) - Tyler Ennis – PG, Orange de Syracuse (freshman) - Aaron Gordon – PF, Wildcats de l'Arizona (freshman) - Jerami Grant – SF, Orange de Syracuse (sophomore) - Gary Harris – SG, Spartans de Michigan State (sophomore) - Rodney Hood – SF, Blue Devils de Duke (sophomore) - Nick Johnson – SG, Wildcats de l'Arizona (junior) - Alex Kirk – C, Lobos du Nouveau-Mexique (junior) | - Zach LaVine – SG, Bruins d'UCLA (freshman) - James Michael McAdoo – PF, Tar Heels de Caroline du Nord (junior) - K. J. McDaniels – PF, Tigers de Clemson (junior) - Mitch McGary – PF, Wolverines du Michigan (sophomore) - Eric Moreland – FC, Beavers d'Oregon State (junior) - Johnny O'Bryant III – PF, Tigers de LSU (junior) - Jabari Parker – SF, Blue Devils de Duke (freshman) - Elfrid Payton – G, Ragin' Cajuns de la Louisiane (freshman) - Julius Randle – PF, Wildcats du Kentucky (freshman) - Glenn Robinson III – SF, Wolverines du Michigan (sophomore) - LaQuinton Ross – SF, Buckeyes d'Ohio State (junior) - K. J. McDaniels – PF, Tigers de Clemson (junior) - Antonio Rucker – PG, Clinton Junior College (sophomore) - Marcus Smart – PG, Cowboys d'Oklahoma State (sophomore) - Roscoe Smith – SF, Rebels d'UNLV (junior) - Nik Stauskas – SG, Wolverines du Michigan (sophomore) - Jarnell Stokes – PF, Volunteers du Tennessee (junior) - Noah Vonleh – SF, Hoosiers de l'Indiana (freshman) - T. J. Warren – SF, Wolfpack de North Carolina State (sophomore) - Andrew Wiggins – SF, Jayhawks du Kansas (freshman) - James Young – SG, Wildcats du Kentucky (freshman) |

### Seniors
Les 30 joueurs suivants ont suivi quatre années universitaires et sont considérés comme seniors.
| - Jordan Bachynski - Travis Bader - Cameron Bairstow - Alec Brown - Markel Brown - Deonte Brown - Aaron Craft - Andre Dawkins - Cleanthony Early - Melvin Ejim | - C.J. Fair - Joe Harris - Josh Huestis - Cory Jefferson - DeAndre Kane - Sean Kilpatrick - Roy Devyn Marble - Doug McDermott - Jordan McRae - Shabazz Napier | - Lamar Patterson - Adreian Payne - Dwight Powell - Juvonte Reddic - Ronald Roberts - Russ Smith - Xavier Thames - C. J. Wilcox - Kendall Williams - Patric Young |

### Joueurs internationaux
Les 16 joueurs internationaux suivants ont entre 17 et 22 ans : 
| - Bogdan Bogdanović – SG, KK Partizan Belgrade (Serbie) - Bruno Caboclo — F, Pinheiros (Brésil) - Clint Capela – PF, Élan sportif chalonnais (France) - Nemanja Dangubić – SF, Mega Vizura (Serbie) - Dante Exum – G, Australian Institute of Sport (Australie) - Alessandro Gentile – SF, Olimpia Milan (Italie) - Damien Inglis — F, Chorale de Roanne (France) - Nikola Jokić – F/C, Mega Vizura (Serbie) - Michális Kamperídis – F, Filathlitikos BC (Grèce, seconde division) | - Artem Klimenko – C, Avtodor Saratov (Russie) - Lucas Mariano (Lucão) — C, Franca São Paulo (Brésil) - David Michineau — PG, Élan sportif chalonnais (France) - Vasilije Micić – G, Mega Vizura (Serbie) - Jusuf Nurkić - C, Cedevita Zagreb (Serbie) - Bobby Ray Parks Jr. – G/F, NLEX Road Warriors (Philippines) - Dario Šarić – SF, Cibona Zagreb (Croatie) - Ojārs Siliņš – F, Pallacanestro Reggiana (Italie) - Walter Tavares – SF, Gran Canaria (Espagne) |

### Autres joueurs candidats automatiquement
Les 7 joueurs suivants ne proviennent pas directement d'un cursus universitaire, ils ont déjà signé un contrat avec une équipe de basket-ball dans une autre ligue que la NBA après avoir suivi une partie du cursus universitaire, ils sont donc éligibles automatiquement.
Le critère d'admissibilité varie légèrement selon que le joueur est « international » ou non.
Pour un joueur "international", le contrat doit être avec une équipe américaine qui ne fait pas partie de la NBA, comme une équipe de D-League.
Pour les joueurs non internationaux, le contrat peut être avec une équipe non américaine.
La citoyenneté n'est pas un critère pour déterminer si un joueur est "international" sous la CBA.
Pour qu'un joueur soit "international" sous l'ABC, il doit répondre à tous les critères suivants :
- Résident à l'extérieur des États-Unis pendant au moins trois ans au moment de la draft.
- N'a pas terminé son cursus universitaire.
- N'a jamais été inscrits dans un collège ou une université américaine.

| - Thanásis Antetokoúnmpo – G/F, 87ers du Delaware (D-League) - Aquille Carr – G, 87ers du Delaware (D-League) - Amedeo Della Valle – G, Pallacanestro Reggiana (Italie) - P. J. Hairston – G/F, Legends du Texas (D-League) | - Sidiki Johnson – F/C, RBC Verviers-Pepinster (Belgique) - Boubacar Moungoro – F, Baloncesto Fuenlabrada (Espagne) - Ioánnis Papapétrou – F, Olympiakós (Grèce) - Norvel Pelle – C, 87ers du Delaware (D-League) |

D'autres joueurs, annoncés comme ayant de bonnes chances d'être choisis au premier tour décident finalement de poursuivre une saison de plus en NCAA :
- Willie Cauley-Stein, Wildcats du Kentucky[68]
- Sam Dekker, Badgers du Wisconsin[69]
- Montrezl Harrell, Cardinals de Louisville[70]
- Andrew Harrison, Wildcats du Kentucky[71]
- Aaron Harrison, Wildcats du Kentucky[71]
- Rondae Hollis-Jefferson, Wildcats de l'Arizona[72]
- Dakari Johnson, Wildcats du Kentucky[73]
- Frank Kaminsky, Badgers du Wisconsin[69]
- Caris LeVert, Wolverines du Michigan[74]
- Alex Poythress, Wildcats du Kentucky[75]
- Chris Walker, Gators de la Floride[76]
- Wayne Selden Jr., Jayhawks du Kansas[77]
- Delon Wright, Utes de l'Utah[78]

D'autres joueurs qui ont commencé une carrière professionnelle décident de poursuivre une saison de plus en tant que professionnel en dehors des États-Unis :
- Mouhammadou Jaiteh, JSF Nanterre[79]
- Kristaps Porziņģis, Cajasol Séville[80]

## Loterie
Les 14 premiers choix de la draft appartiennent aux équipes qui ont raté les playoffs NBA. L'ordre a été déterminé par un tirage au sort. La loterie a déterminé les trois équipes qui obtiennent les trois premiers choix de la draft (et leur ordre de choix). Les choix de premier tour restants et les choix du deuxième tour sont affectés aux équipes dans l'ordre inverse de leur bilan victoires-défaites lors de la saison 2013-2014.
Un tirage au sort a été effectué pour déterminer l'ordre du tirage au sort entre les Celtics de Boston et le Jazz de l'Utah qui ont terminé avec le bilan de victoires et défaites identique. Celui-ci a désigné le Jazz qui aura donc 11,9 % de chances d'obtenir le premier choix de la draft contre 8,8 % pour les Celtics. Les Cavaliers de Cleveland obtiennent le premier choix pour la troisième fois en quatre ans.
Ci-dessous les chances de chaque équipe pour la loterie de la draft 2014.
| ^ | Signale le résultat de la loterie |

| Équipe                          | Bilan 2013-2014 | Chances d'avoir la loterie | Choix | Choix | Choix | Choix | Choix | Choix | Choix | Choix | Choix | Choix | Choix | Choix | Choix | Choix |
| Équipe                          | Bilan 2013-2014 | Chances d'avoir la loterie | 1er   | 2e    | 3e    | 4e    | 5e    | 6e    | 7e    | 8e    | 9e    | 10e   | 11e   | 12e   | 13e   | 14e   |
| ------------------------------- | --------------- | -------------------------- | ----- | ----- | ----- | ----- | ----- | ----- | ----- | ----- | ----- | ----- | ----- | ----- | ----- | ----- |
| Bucks de Milwaukee              | 15-67           | 250                        | 25,0  | ^21,5 | 17,7  | 35,8  | —     | —     | —     | —     | —     | —     | —     | —     | —     | —     |
| 76ers de Philadelphie           | 19-63           | 199                        | 19,9  | 18,8  | ^17,1 | 31,9  | 12,4  | —     | —     | —     | —     | —     | —     | —     | —     | —     |
| Magic d'Orlando                 | 23-59           | 156                        | 15,6  | 14,3  | 14,5  | ^23,8 | 29,0  | 4,6   | —     | —     | —     | —     | —     | —     | —     | —     |
| Jazz de l'Utah                  | 25-57           | 119                        | 11,9  | 12,6  | 13,3  | 9,9   | ^35,1 | 16,1  | 1,3   | —     | —     | —     | —     | —     | —     | —     |
| Celtics de Boston               | 25-57           | 88                         | 8,8   | 9,7   | 10,7  | —     | 26,2  | ^36,0 | 16,1  | 1,2   | —     | —     | —     | —     | —     | —     |
| Lakers de Los Angeles           | 27-55           | 63                         | 6,3   | 7,1   | 8,1   | —     | —     | 44,0  | ^30,4 | 4,0   | 0,1   | —     | —     | —     | —     | —     |
| Kings de Sacramento             | 28-54           | 43                         | 3,6   | 4,2   | 4,9   | —     | —     | —     | 60,0  | ^25,3 | 2,1   | 0,0   | —     | —     | —     | —     |
| Pistons de Détroit              | 29-53           | 28                         | 3,5   | 4,1   | 4,8   | —     | —     | —     | —     | 70,4  | ^16,5 | 0,8   | 0,0   | —     | —     | —     |
| Cavaliers de Cleveland          | 33-49           | 17                         | ^1,7  | 2,0   | 2,4   | —     | —     | —     | —     | —     | 81,3  | 12,2  | 0,4   | 0,0   | —     | —     |
| Pelicans de La Nouvelle-Orléans | 34-48           | 11                         | 1,1   | 1,3   | 1,6   | —     | —     | —     | —     | —     | —     | ^87,0 | 8,9   | 0,2   | 0,0   | —     |
| Nuggets de Denver               | 36-46           | 8                          | 0,8   | 0,9   | 1,2   | —     | —     | —     | —     | —     | —     | —     | ^90,7 | 6,3   | 0,1   | 0,0   |
| Knicks de New York              | 37-45           | 7                          | 0,7   | 0,8   | 1,0   | —     | —     | —     | —     | —     | —     | —     | —     | ^93,5 | 3,9   | 0,0   |
| Timberwolves du Minnesota       | 40-42           | 6                          | 0,6   | 0,7   | 0,9   | —     | —     | —     | —     | —     | —     | —     | —     | —     | ^96,0 | 1,8   |
| Suns de Phoenix                 | 48-34           | 5                          | 0,5   | 0,6   | 0,7   | —     | —     | —     | —     | —     | —     | —     | —     | —     | —     | ^98,2 |

## Draft

### Légende
| ^ | Signale un joueur qui a été intronisé au Basketball Hall of Fame                                                                |
| * | Signale un joueur qui a été sélectionné pour au moins un match annuel NBA All-Star Game et une récompense annuelle All-NBA Team |
| + | Signale un joueur qui a été sélectionné pour au moins un match annuel NBA All-Star Game                                         |
| x | Signale un joueur qui a été sélectionné pour au moins une récompense annuelle All-NBA Team                                      |
| R | Signale le joueur qui a remporté le titre de NBA Rookie of the Year                                                             |
| m | Signale un joueur qui a été élu MVP au cours de sa carrière                                                                     |

### Premier tour
| Choix | Nom               | Position            | Nationalité        | Équipe                                                                            | Provenance                       |
| ----- | ----------------- | ------------------- | ------------------ | --------------------------------------------------------------------------------- | -------------------------------- |
| 1     | Andrew Wiggins+ R | Ailier, Arrière     | Canada             | Cavaliers de Cleveland (transféré à Minnesota)                                    | Jayhawks du Kansas               |
| 2     | Jabari Parker     | Ailier, Ailier fort | États-Unis         | Bucks de Milwaukee                                                                | Blue Devils de Duke              |
| 3     | Joel Embiid* m    | Pivot               | Cameroun           | 76ers de Philadelphie                                                             | Jayhawks du Kansas               |
| 4     | Aaron Gordon      | Ailier fort         | États-Unis         | Magic d'Orlando                                                                   | Wildcats de l'Arizona            |
| 5     | Dante Exum        | Meneur, Arrière     | Australie          | Jazz de l'Utah                                                                    | Australian Institute of Sport    |
| 6     | Marcus Smart      | Meneur              | États-Unis         | Celtics de Boston                                                                 | Cowboys d'Oklahoma State         |
| 7     | Julius Randle*    | Ailier fort         | États-Unis         | Lakers de Los Angeles                                                             | Wildcats du Kentucky             |
| 8     | Nik Stauskas      | Arrière             | Canada             | Kings de Sacramento                                                               | Wolverines du Michigan           |
| 9     | Noah Vonleh       | Ailier fort         | États-Unis         | Hornets de Charlotte (en provenance de Détroit)                                   | Hoosiers de l'Indiana            |
| 10    | Elfrid Payton     | Meneur              | États-Unis         | 76ers de Philadelphie (en provenance de La Nouvelle-Orléans, transféré à Orlando) | Ragin' Cajuns de la Louisiane    |
| 11    | Doug McDermott    | Ailier              | États-Unis         | Nuggets de Denver (transféré à Chicago)                                           | Bluejays de Creighton            |
| 12    | Dario Šarić       | Ailier fort         | Croatie            | Magic d'Orlando (en provenance de New York via Denver, transféré à Philadelphie)  | Anadolu Efes (Turquie)           |
| 13    | Zach LaVine+      | Arrière             | États-Unis         | Timberwolves du Minnesota                                                         | Bruins de l'UCLA                 |
| 14    | T. J. Warren      | Ailier              | États-Unis         | Suns de Phoenix                                                                   | Wolfpack de North Carolina State |
| 15    | Adreian Payne     | Ailier fort         | États-Unis         | Hawks d'Atlanta                                                                   | Spartans de Michigan State       |
| 16    | Jusuf Nurkić      | Pivot               | Bosnie-Herzégovine | Bulls de Chicago (en provenance de Charlotte, transféré à Denver)                 | KK Cedevita (Croatie)            |
| 17    | James Young       | Arrière             | États-Unis         | Celtics de Boston (en provenance de Brooklyn)                                     | Wildcats du Kentucky             |
| 18    | Tyler Ennis       | Meneur              | Canada             | Suns de Phoenix (en provenance de Washington)                                     | Orange de Syracuse               |
| 19    | Gary Harris       | Arrière             | États-Unis         | Bulls de Chicago (transféré à Denver)                                             | Spartans de Michigan State       |
| 20    | Bruno Caboclo     | Ailier              | Brésil             | Raptors de Toronto                                                                | Pinheiros (Brésil)               |
| 21    | Mitch McGary      | Ailier fort         | États-Unis         | Thunder d'Oklahoma City (en provenance de Dallas, via les Lakers, et Houston)     | Wolverines du Michigan           |
| 22    | Jordan Adams      | Arrière             | États-Unis         | Grizzlies de Memphis                                                              | Bruins de l'UCLA                 |
| 23    | Rodney Hood       | Arrière             | États-Unis         | Jazz de l'Utah (en provenance de Golden State)                                    | Blue Devils de Duke              |
| 24    | Shabazz Napier    | Meneur              | États-Unis         | Hornets de Charlotte (en provenance de Portland, transféré à Miami)               | Huskies du Connecticut           |
| 25    | Clint Capela      | Pivot               | Suisse             | Rockets de Houston                                                                | Élan sportif chalonnais (France) |
| 26    | P. J. Hairston    | Arrière             | États-Unis         | Heat de Miami (transféré à Charlotte)                                             | Legends du Texas                 |
| 27    | Bogdan Bogdanović | Arrière             | Serbie             | Suns de Phoenix (en provenance d'Indiana)                                         | KK Partizan Belgrade (Serbie)    |
| 28    | C. J. Wilcox      | Arrière             | États-Unis         | Clippers de Los Angeles                                                           | Huskies de Washington            |
| 29    | Josh Huestis      | Ailier, Ailier fort | États-Unis         | Thunder d'Oklahoma City                                                           | Cardinal de Stanford             |
| 30    | Kyle Anderson     | Arrière             | États-Unis         | Spurs de San Antonio                                                              | Bruins de l'UCLA                 |

Entre le choix 15 et 16, la NBA et Adam Silver ont fait un geste en sélectionnant, au nom de la NBA, Isaiah Austin (2,16 m, 21 ans), pivot de Baylor, qui fut contraint de mettre un terme à sa carrière à cause du syndrome de Marfan, alors qu'il s'était présenté à la draft.
(La phrase d'Adam Silver: "So it gives me great pleasure to say, that with the next pick in the 2014 NBA draft, the NBA selects Isaiah Austin from Baylor University.")

### Deuxième tour
| Choix | Nom                    | Position           | Nationalité | Équipe                                                                                                   | Provenance                      |
| ----- | ---------------------- | ------------------ | ----------- | --- | ------------------------------- |
| 31    | Damien Inglis          | Ailier             | France      | Bucks de Milwaukee                                                                                       | Chorale de Roanne (France)      |
| 32    | K. J. McDaniels        | Ailier             | États-Unis  | 76ers de Philadelphie                                                                                    | Tigers de Clemson               |
| 33    | Joe Harris             | Arrière            | États-Unis  | Cavaliers de Cleveland (en provenance d'Orlando)                                                         | Cavaliers de Virginie           |
| 34    | Cleanthony Early       | Ailier             | États-Unis  | Knicks de New York (en provenance de Boston, via Dallas)                                                 | Shockers de Wichita State       |
| 35    | Jarnell Stokes         | Ailier fort        | États-Unis  | Jazz de l'Utah (transféré à Memphis)                                                                     | Volunteers du Tennessee         |
| 36    | Johnny O'Bryant III    | Ailier fort        | États-Unis  | Bucks de Milwaukee (en provenance des Lakers, via Phoenix et Minnesota)                                  | Tigers de LSU                   |
| 37    | DeAndre Daniels        | Ailier             | États-Unis  | Raptors de Toronto (en provenance de Sacramento)                                                         | Huskies du Connecticut          |
| 38    | Spencer Dinwiddie      | Meneur, Arrière    | États-Unis  | Pistons de Détroit                                                                                       | Buffaloes du Colorado           |
| 39    | Jerami Grant           | Ailier             | États-Unis  | 76ers de Philadelphie (en provenance de Cleveland)                                                       | Orange de Syracuse              |
| 40    | Glenn Robinson III     | Ailier             | États-Unis  | Timberwolves du Minnesota (en provenance de La Nouvelle-Orléans)                                         | Wolverines du Michigan          |
| 41    | Nikola Jokić* m        | Pivot, Ailier fort | Serbie      | Nuggets de Denver                                                                                        | Mega Vizura (Serbie)            |
| 42    | Nick Johnson           | Meneur, Arrière    | États-Unis  | Rockets de Houston (en provenance de New York)                                                           | Wildcats de l'Arizona           |
| 43    | Walter Tavares         | Pivot              | Cap-Vert    | Hawks d'Atlanta                                                                                          | Gran Canaria (Espagne)          |
| 44    | Markel Brown           | Arrière            | États-Unis  | Timberwolves du Minnesota (en provenance de Minnesota, via Miami, transféré à Brooklyn)                  | Cowboys d'Oklahoma State        |
| 45    | Dwight Powell          | Ailier fort        | Canada      | Hornets de Charlotte                                                                                     | Cardinal de Stanford            |
| 46    | Jordan Clarkson        | Meneur             | États-Unis  | Wizards de Washington (transféré aux Lakers)                                                             | Tigers du Missouri              |
| 47    | Russ Smith             | Meneur, Arrière    | États-Unis  | 76ers de Philadelphie (en provenance de Brooklyn, via Boston et Dallas, transféré à La Nouvelle-Orléans) | Cardinals de Louisville         |
| 48    | Lamar Patterson        | Arrière, Ailier    | États-Unis  | Bucks de Milwaukee (en provenance de Toronto, via Phoenix, transféré à Atlanta)                          | Panthers de Pittsburgh          |
| 49    | Cameron Bairstow       | Ailier fort, Pivot | Australie   | Bulls de Chicago                                                                                         | Lobos du Nouveau-Mexique        |
| 50    | Alec Brown             | Pivot              | États-Unis  | Suns de Phoenix                                                                                          | Phoenix de Green Bay            |
| 51    | Thanásis Antetokoúnmpo | Ailier             | Grèce       | Knicks de New-York (en provenance de Dallas)                                                             | 87ers du Delaware               |
| 52    | Vasilije Micić         | Meneur             | Serbie      | 76ers de Philadelphie (en provenance de Memphis, via Cleveland)                                          | Mega Vizura (Serbie)            |
| 53    | Alessandro Gentile     | Ailier             | Italie      | Timberwolves du Minnesota (en provenance de Golden State)                                                | Olimpia Milan (Italie)          |
| 54    | Nemanja Dangubić       | Arrière            | Serbie      | 76ers de Philadelphie (en provenance de Houston, via Milwaukee, transféré à San Antonio)                 | Mega Vizura (Serbie)            |
| 55    | Semaj Christon         | Meneur             | États-Unis  | Heat de Miami (transféré à OKC, via Charlotte)                                                           | Musketeers de Xavier            |
| 56    | Devyn Marble           | Arrière, Ailier    | États-Unis  | Nuggets de Denver (en provenance de Portland, transféré à Orlando)                                       | Hawkeyes de l'Iowa              |
| 57    | Louis Labeyrie         | Pivot              | France      | Pacers de l'Indiana (transféré à New-York)                                                               | Paris-Levallois Basket (France) |
| 58    | Jordan McRae           | Arrière            | États-Unis  | Spurs de San Antonio (en provenance des Clippers, via La Nouvelle-Orléans, transféré à Philadelphie)     | Volunteers du Tennessee         |
| 59    | Xavier Thames          | Meneur, Arrière    | États-Unis  | Raptors de Toronto (en provenance d'OKC, via New-York, transféré à Brooklyn)                             | Aztecs de San Diego State       |
| 60    | Cory Jefferson         | Ailier fort        | États-Unis  | Spurs de San Antonio (transféré à Brooklyn, via Philadelphie)                                            | Bears de Baylor                 |

## Joueurs notables non draftés
| Nom                  | Position    | Nationalité | Provenance                    |
| -------------------- | ----------- | ----------- | ----------------------------- |
| Khem Birch           | Ailier fort | Canada      | UNLV                          |
| Tarik Black          | Ailier fort | États-Unis  | Kansas                        |
| Torrey Craig         | Arrière     | États-Unis  | USC Upstate                   |
| Mitch Creek          | Arrière     | Australie   | Adelaide 36ers (Australie)    |
| Cristiano Felício    | Ailier fort | Brésil      | Flamengo (Brésil)             |
| Tim Frazier          | Arrière     | États-Unis  | Penn State                    |
| Langston Galloway    | Meneur      | États-Unis  | Saint Joseph's                |
| Tyler Johnson        | Arrière     | États-Unis  | Fresno State                  |
| Sean Kilpatrick      | Arrière     | États-Unis  | Cincinnati                    |
| Alex Kirk            | Pivot       | États-Unis  | New Mexico                    |
| Maximilian Kleber    | Ailier fort | Allemagne   | s.Oliver Baskets (Allemagne)  |
| James Michael McAdoo | Ailier fort | États-Unis  | North Carolina                |
| Eric Moreland        | Ailier fort | États-Unis  | Oregon State                  |
| Xavier Munford       | Meneur      | États-Unis  | Rhode Island                  |
| Norvel Pelle         | Ailier fort | Liban       | Delaware 87ers (NBA D-League) |
| JaKarr Sampson       | Ailier      | États-Unis  | St. John's                    |
| David Stockton       | Meneur      | États-Unis  | Gonzaga                       |
| Axel Toupane         | Arrière     | France      | Strasbourg IG (France)        |